# Blue Island
Blue Island is een plaats (city) in de Amerikaanse staat Illinois, en valt bestuurlijk gezien onder Cook County.

## Demografie
Bij de volkstelling in 2000 werd het aantal inwoners vastgesteld op 23.463.
In 2006 is het aantal inwoners door het United States Census Bureau geschat op 22.547, een daling van 916 (-3,9%).

## Geografie
Volgens het United States Census Bureau beslaat de plaats een oppervlakte van
10,6 km², waarvan 10,4 km² land en 0,2 km² water. Blue Island ligt op ongeveer 189 m boven zeeniveau.

## Plaatsen in de nabije omgeving
De onderstaande figuur toont nabijgelegen plaatsen in een straal van 8 km rond Blue Island.

## Geboren
- Gary Sinise (1955), acteur en filmregisseur